# Cell 雀
『Cell_雀』（セルジャン）は、マイクロソフトの表計算ソフト・Microsoft Excel上で動作する、四人打ち麻雀コンピュータゲーム。ExcelのVBAマクロ機能を使用しているため、Excelがインストールされ、動作するパソコンが必要。Officeアシスタント機能がインストールされている場合は、「冴子先生」や「カイル」等と麻雀ができる。フリーソフトとして公式サイトにて入手可能。

## 概要
- 2004年11月 - 初版がリリースされ、以降2007年2月までに20回のバージョンアップを数える。
- 2006年9月 - 日本ゲーム大賞2006インディーズ部門優秀賞を受賞。
- 2006年12月 - 第10回文化庁メディア芸術祭エンターテインメント部門推薦作品に入選。
- 2007年 - 2月までの累計ダウンロード数、22万ダウンロード。

## 特色
- Excelのワークシートをゲーム画面に使用し、事務作業にカモフラージュさせた「五時までモード」を実装している。そのため仕事中にサボって麻雀をしていても、周囲にはバレにくいというユニークな機能を実現させている。
- 仕事以外では「五時からモード」「冴子先生モード」等で普通の麻雀ゲームとして遊ぶことができる。特に「冴子先生と愉快な仲間モード」では8種類のオフィスアシスタントから任意の3体を選び対戦麻雀を行なうことができる。冴子先生モードでは、このほか冴子先生と直接対戦ができる「冴子先生とトキメキ★モード」もある。こちらは上手くエンディングに進めればオマケのCG画像が見られる。
- そのほか、効果音やBGMの変更、背景画像や配色の変更など、Excel本来の機能を利用した豊富なカスタマイズ機能を有している。

## 動作環境
- Microsoft Excel 2000、XP、Microsoft Office Excel 2003が使用可能なWindowsパソコンにて動作。

## 表記について
- Cell_雀がゲームの正式名称であるが、Cell雀、CELL雀、セル雀、セル麻雀、等さまざまな表記がされる場合がある。